# 21409 Forbes
A 21409 Forbes (ideiglenes jelöléssel 1998 FC65) a Naprendszer kisbolygóövében található aszteroida. A LINEAR projekt keretében fedezték fel 1998. március 20-án.